# نگچویادنا
نگچویادنا (به لاتین: Niedźwiadna) یک روستا در لهستان است که در گمینا شچوچن واقع شده‌است.